# Surprise Valley No 9
Surprise Valley No 9 est une municipalité rurale de la Saskatchewan au Canada. Elle se situe dans le Sud-Est de la province. Sa frontière sud border les États-Unis vis-à-vis le comté de Sheridan au Montana. Elle fait partie de la Division No 2 de la  Saskatchewan Association of Rural Municipalities (en) et de la Division de recensement No 2 (en). Lors du recensement de 2006, elle avait une population de 199 habitants.

## Communautés
Le village indépendant de Minton est enclavé dans le territoire de la municipalité rurale de Surprise Valley No 9. De plus, cette dernière comprend les hameaux de Gladmar (en), de Regway et de Sybouts.

## Démographie
| 2001 | 2006 | 2011 | 2016 |
| ---- | ---- | ---- | ---- |
| 215  | 199  | 251  | 217  |